# Kir-Yianni

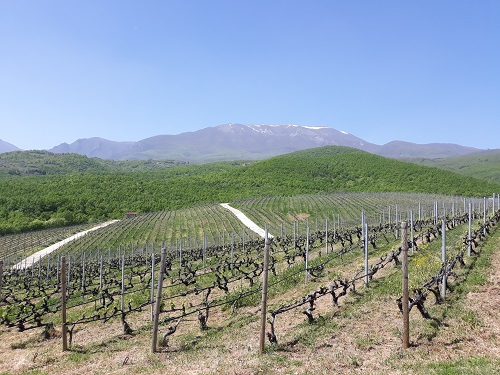
Weingut Kir-Yianni 2022

Kir-Yianni (griechisch Κυρ-Γιάννη) ist ein griechisches Weingut in Giannakochori bei Naoussa in Zentralmakedonien, das 1997 von Giannis Boutaris gegründet wurde.

## Geschichte
Die Familie Boutaris handelte seit 1879 mit Weinen und gründete 1969 das bekannte Weingut Boutari. 1970 pflanzte Giannis Boutaris, ein Enkel des Unternehmensgründers, auf 40 Hektar die Weinreben der Sorte Xinomavro auf den Osthängen der Ausläufer des Vermio-Gebirges bei Giannakochori. Er erweiterte 1985 seinen Anbau um weitere 20 Hektar mit Weinreben für Weißweine im Westen des Vermio-Gebirges in Amyndeo. Aus diesen Gebieten wurde 1997 sein Weingut Kir-Yianni, auch Ktima Kir-Yianni genannt, als er das Familienunternehmen Boutari verließ, das er vorher gemeinsam mit seinem Bruder Konstantinos geleitet hatte. 
1999 übernahm Stelios Boutaris, der Sohn von Giannis Boutaris, das Management und ein Jahr später stieg auch sein Bruder Michalis Boutaris, Önologe, in das Unternehmen ein. Seit 2003 ist das Weingut unter dem Namen Kir-Yianni Anonymi Eteria Ampeloinikon Touristikon Ekmatallefseon (Κυρ-Γιαννη Ανώνυμη Εταιρεία Αμπελοοινικών Τουριστικών Εκμεταλλέυσεων Α.Ε.) an der Börse als Aktienunternehmen registriert. Es erwirtschaftete im Jahr 2019 einen Umsatz von 7,9 Millionen Euro. Neben den eigenen Reben werden für einige Weine von Kir-Yianni auch Reben von kleineren ortsansässigen Weingütern verwendet, mit denen eine enge Zusammenarbeit besteht.
Nachdem Stelios Boutaris 2009 weitere 10 Hektar Land zu den bereits bewirtschafteten Gebieten hinzugekauft hatte, wurde Kir-Yianni zu einem der größten griechischen Weingütern. 2019 bestand es aus 58 Hektar, auf denen vorwiegend folgende Rebsorten angebaut wurden: 50 % Xinomavro, 20 % Merlot, 15 % Syrah und 10 % Cabernet Sauvignon.
2019 befand sich das Weingut Kir-Yianni laut einer internationalen Umfrage unter den 50 besten der Welt.

## Weingut als Ausflugsziel
Kir-Yianni unterhält in seinem Anbaugebiet von Giannakochori ein Besucherzentrum, das Interessierten die Möglichkeit bietet, durch das Weingut geführt zu werden, eine Weinprobe zu erleben und zu speisen.